# Barbara Paterson
Barbara Paterson es una artista canadiense, conocida por sus esculturas figurativas en bronce, especializada en diversas técnicas y materiales escultóricos con cera, piedra, bronce y hierro soldado.

## Datos biográficos
Barbara es la autora de numerosos encargos públicos, entre ellos se incluyen Lois Hole y The Famous Five, monumentos en la Plaza de los Juegos Olímpicos de Calgary y en la Colina del Parlamento de Ottawa.·  La imagen de un fragmento del monumento The Famous Five fue reproducida en una estampilla del Correo de Canadá en octubre de 1999, y está retratado en el anverso del billete de 50 dólares canadienses. Ella ha exhibido públicamente su arte a través de Canadá, en Bulgaria, Singapur y Nueva York.  Barbara vive en Edmonton con su esposo John Paterson. Tiene tres hijos (David, Jamie y Duncan).

### Galería de imágenes

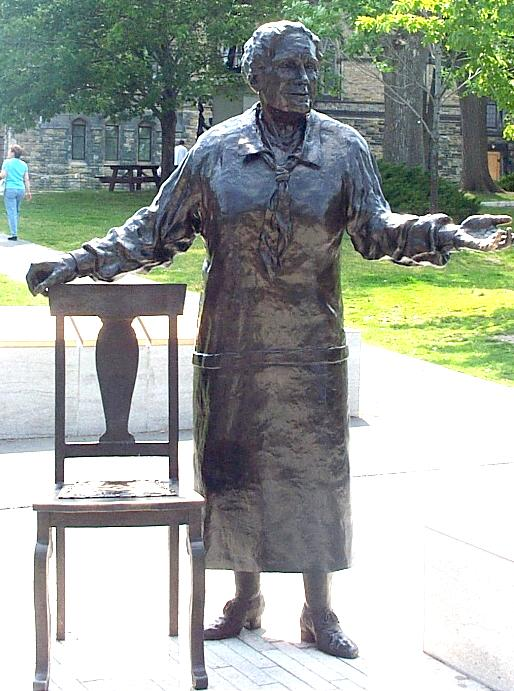
Estatua de Emily Murphy en el Monumento Famous five de la Colina del Parlamento, Ottawa, Ontario
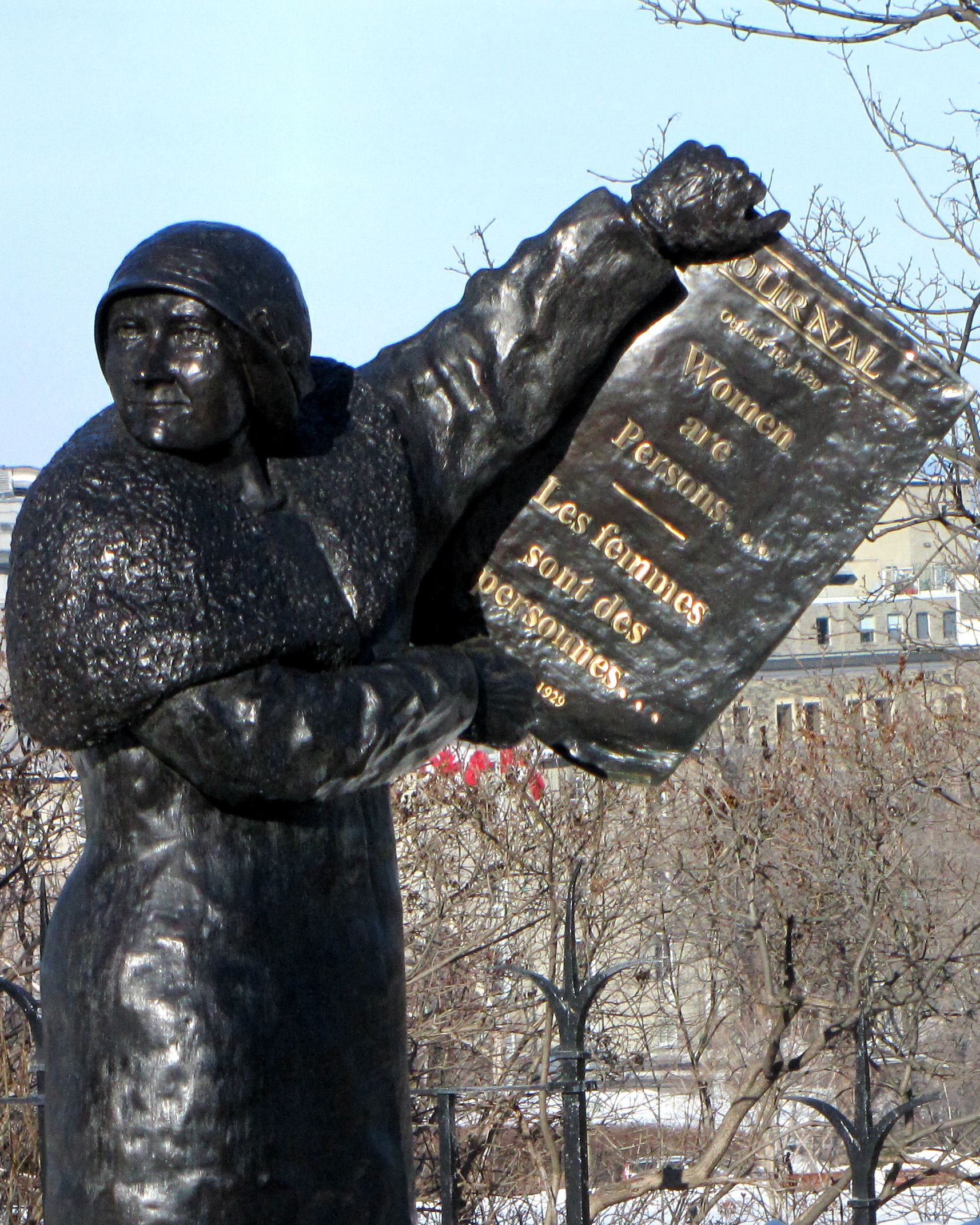
Estatua de Nellie McClung en el Monumento Famous five  de la Colina del Parlamento, Ottawa, Ontario